# Hoffmannia dwyeri
Hoffmannia dwyeri är en måreväxtart som beskrevs av William Carl Burger. Hoffmannia dwyeri ingår i släktet Hoffmannia och familjen måreväxter.
Artens utbredningsområde är Panamá. Inga underarter finns listade i Catalogue of Life.